# Campionati del mondo di ciclismo su strada 2023 - Cronometro femminile Junior
La cronometro femminile junior dei Campionati del mondo di ciclismo su strada 2023 si è svolta il 10 agosto 2023 con partenza ed arrivo a Stirling, in Gran Bretagna, su un percorso totale di 13,5 km. La medaglia d'oro è stata appannaggio dell'australiana Felicity Wilson-Haffenden con il tempo di 19'31"51 alla media di 41,485 km/h, che ha preceduto la britannica Isabel Sharp e l'italiana Federica Venturelli.
Tutte le 42 cicliste accreditate alla partenza hanno completato il percorso.

## Ordine d'arrivo (Top 10)
| Pos. | Corridore                 | Squadra     | Tempo     |
| ---- | ------------------------- | ----------- | --------- |
| 1    | Felicity Wilson-Haffenden | Australia   | 19'31"51  |
| 2    | Isabel Sharp              | G. Bretagna | a 16"59   |
| 3    | Federica Venturelli       | Italia      | a 29"30   |
| 4    | Lucy Benezet Minns        | Irlanda     | a 36"26   |
| 5    | Mackenzie Coupland        | Australia   | a 41"49   |
| 6    | Hanna Kunz                | Germania    | a 49"97   |
| 7    | Pia Grunewald             | Germania    | a 52"40   |
| 8    | Fee Knaven                | Paesi Bassi | a 58"70   |
| 9    | Julie Bego                | Francia     | a 1'00"16 |
| 10   | Cat Ferguson              | G. Bretagna | a 1'00"43 |